# Hirotaka Akamatsu
Pour les articles homonymes, voir Akamatsu (homonymie).
Hirotaka Akamatsu (赤松 広隆, Akamatsu Hirotaka), né à Nagoya dans la préfecture d'Aichi le 3 mai 1948, est un homme politique japonais, vice-président de la Chambre des représentants depuis 2017 et membre du Parti démocrate du Japon (PDJ).
Il est élu depuis 1990 à la Chambre des représentants, la chambre basse de la Diète du Japon, d'abord au vote unique non transférable pour l'ancien 6e district d'Aichi de 1990 à 1996, puis au scrutin majoritaire pour la nouvelle 5e circonscription de cette même préfecture de 1996 à 2005 et de 2009 à 2012, et à la proportionnelle dans le bloc législatif de Tōkai de 2005 à 2009 et depuis 2012. Il est également ministre de l'Agriculture, des Forêts et de la Pêche dans le 93e Cabinet du Japon dirigé par Yukio Hatoyama du 16 septembre 2009 au 8 juin 2010.

## Origine, formation et carrière professionnelle

### Un héritage familial socialiste
Hirotaka Akamatsu est issu d'une famille engagée en politique au sein du Parti socialiste japonais (PSJ). Son père, Isamu Akamatsu (1910-1982), dont il est le quatrième enfant et le fils aîné, fut député socialiste à la Chambre des représentants pour l'ancien 1er district d'Aichi (soit l'ensemble de la ville de Nagoya) de 1946 à 1967 puis pour son ancien 6e district (soit la moitié sud de la ville de Nagoya, créé en 1967 à partir d'une partie du 1er district) de 1969 à 1976.
Isamu fut de plus président du Comité des Affaires de la Diète du Parti socialiste de gauche de Mosaburō Suzuki (né d'une scission momentanée, entre 1952 et 1955, entre une aile droite social-démocrate et une aile gauche marxiste du PSJ) de janvier 1954 à octobre 1955, puis vice-président du Comité central du PSJ durant la présidence de Tomomi Narita de décembre 1974 à janvier 1977.

### Un membre de la «générationZenkyōtō»
Hirotaka Akamatsu fait sa scolarité dans le privé, d'abord à Nagoya jusqu'au collège (qu'il passe au collège - lycée de la compagnie scolaire Tōkai situé dans l'arrondissement de Higashi), puis à Tokyo. Il fréquente ainsi le lycée de l'université Waseda dans le quartier de Kamishakujii et l'arrondissement spécial de Nerima d'avril 1964 à mars 1967. Il intègre ensuite la faculté de sciences politiques et économiques de Waseda, dont il sort en mars 1971 bachelier en économie (経済学士, Keizai-gakushi, diplôme sanctionnant quatre années d'études supérieures). Il a notamment eu pour condisciple au lycée et à l'université Hisayoshi Matsumura (1949-2008), qui va devenir plus tard le président d'un petit parti d'extrême droite, le Parti de la restauration - Vent nouveau, de 2007 à son décès en 2008.
À partir du lycée, il participe activement aux mouvements de protestations lycéennes et étudiantes de gauche de la fin des années 1960, généralement appelés au Japon la « génération Zenkyōtō » (全共闘世代, Zenkyōtō-sedai), du nom du principal, du plus actif et du plus radical des syndicats étudiants, la Réunion de toutes les luttes étudiantes (全学共闘会議, Zen-gaku kyōtō kaigi). Hirotaka Akamatsu participe notamment aux grèves et manifestations à son lycée puis à l'université Waseda contre la hausse des frais d'inscription ou encore la signature le 22 juin 1965 du traité nippo-sud-coréen rétablissant des relations diplomatiques entre le Japon et la Corée du Sud du président autoritaire Park Chung-hee. Alors qu'il est encore mineur (la majorité étant à 20 ans au Japon), il adhère en 1966, à 18 ans, à la Ligue des jeunes socialistes du Japon (日本社会主義青年同盟, Nihon Shakaishugi Seinen Dōmei) ou Shaseidō (社青同), le mouvement de jeunesse du PSJ.

### Un agent de voyage et syndicaliste
Un mois après l'obtention de son diplôme, il intègre l'agence de voyages semi-publique Nippon Express. Il est par ailleurs syndiqué à l'Union des syndicats japonais des transporteurs ou Zennitsū (全日通), elle-même membre du Conseil général des syndicats du Japon (日本労働組合総評議会, Nihon-rōdōkumiai-sōhyōgikai), plus connu sous le nom de Sōhyō (総評), la plus influente confédération syndicale du secteur public japonais, fortement liée au PSJ.
Lors d'un voyage de retour d'Europe avec son groupe de touristes le 25 novembre 1973, il est présent sur le Boeing 747 « Mississippi » de KLM assurant la liaison entre Amsterdam et Tokyo qui est détourné, alors qu'il survole l'espace aérien irakien au niveau de Bagdad, par trois militants Palestiniens. Akamatsu, parlant couramment l'anglais, joue alors un rôle d'interprète, notamment entre les 247 passagers, essentiellement japonais, les membres d'équipage voire les terroristes, expliquant la situation « avec calme » et « évitant de brusquer les criminels, communiquant avec eux avec le sourire », selon le témoignage d'un des touristes présents dans l'avion, le professeur Hirokazu Shiraishi de l'Université pour femmes Shōwa. Les passagers, dont Akamatsu, ainsi que 8 membres féminins de l'équipage sont relâchés à l'aéroport international de Luqa à Malte, où l'avion s'est posé après un atterrissage dangereux (l'aéroport n'étant pas équipé alors pour les gros porteurs) pour obtenir du carburant, grâce aux négociations menées par le Premier ministre maltais Dom Mintoff. Les 11 otages restant (dont le premier vice-président chargé des opérations de KLM qui s'est offert en compensation de la libération des passagers) vont finalement être libérés à Dubaî par les pirates de l'air en échange de l'assurance de ne pas être arrêtés et d'être reconduits à la frontière,.

## Carrière politique

### Les premiers pas à l'échelon préfectoral
Hirotaka Akamatsu se lance finalement en politique en se faisant élire à l'Assemblée préfectorale d'Aichi pour l'arrondissement de Nakagawa à Nagoya (à l'ouest de la ville) lors des élections locales unifiées du 8 avril 1979, à 30 ans. Il y siège au sein du groupe socialiste et est réélu le 10 avril 1983 et le 12 avril 1987.
Il gravit les échelons au sein de la fédération préfectorale du PSJ, et en devient le vice-président en octobre 1989, secondant ainsi Minoru Kawashima.

### Une ascension rapide au PSJ

#### L'élection à la Diète
Pour les élections législatives du 18 février 1990, il est présenté par le PSJ dans l'ancienne circonscription de son père, le 6e district d'Aichi. Depuis la défaite d'Isamu Akamatsu en 1976, le candidat socialiste qui a succédé à ce dernier, Kaneo Yokoe, n'a réussi à remporter qu'une seule fois un siège en quatre tentative (élu en 1983, il est battu en 1979, 1980 et 1986). Qui plus est, il s'est compromis dans un scandale financier éclaté en 1988 : bien que non poursuivi, il aurait reçu pendant son cours passage à la Diète près d'un million de yens d'une compagnie accusée plus tard d'évasion fiscale. Yokoe ayant mis fin à sa carrière politique à la suite de cela, Hirotaka Akamatsu prend le relais.
Lors du scrutin, le PSJ bénéficie tant des scandales qui touchent le PLD (surtout le scandale Recruit qui a forcé le Premier ministre Noboru Takeshita à la démission en 1989) que de la popularité de sa présidente Takako Doi. Le parti obtient ainsi son meilleur résultat lors de législatives depuis 1967, avec 24,39 % des suffrages exprimés et 136 de ses 149 candidats élus, soit une progression de 7,16 points par rapport aux élections précédentes de 1986. Dans ce contexte, Hirotaka Akamatsu est lui-même élu en arrivant en tête des candidats de sa circonscription au vote unique non transférable (le premier socialiste à s'y être classé premier depuis son père en 1972), avec 135 751 voix et 26,26 % des suffrages exprimés.

#### Un membre de l'aile droite du PSJ
Bien que son père ait fait partie en son temps de l'aile gauche du parti, Hirotaka Akamatsu intègre en son sein le « Comité de recherche pour la planification du régime » (政権構想研究会, Seiken kōsō kenkyūkai) ou Seikōken (政構研). Cette faction fut créée en 1981 par Tsuruo Yamaguchi (secrétaire général du PSJ de 1986 à 1991) afin d'en rassembler la nouvelle aile droite, favorable à une évolution vers la social-démocratie (et donc à l'abandon définitif des thèses marxistes) et à une alliance anti-communiste et anti-PLD avec les petites formations du centre (le Kōmeitō et le Parti démocrate socialiste). Hirotaka Akamatsu devient lui-même l'un des principaux porte-paroles en faveur de la transformation du parti vers ce qu'il appelle « une version japonaise du socialisme démocrate occidental » et d'une modération, voire de l'abandon, de certaines des positions principales du parti. Ainsi souhaite-t-il mettre fin à l'opposition du PSJ à l'existence des Forces japonaises d'autodéfense (FAD, tout en ne remettant pas en cause l'aspect pacifique de la constitution, il s'agit pour lui surtout de reconnaître un état de fait), au traité de sécurité nippo-américain de 1960 (tout en continuant à vouloir l'aménager, notamment afin de réduire la présence militaire des États-Unis sur le sol japonais) ainsi qu'aux accords avec la Corée du Sud qu'il avait lui-même dénoncés dans sa jeunesse mais qui ont désormais perdu tout aspect controversé avec la démocratisation progressive du régime de Séoul depuis 1987, ou encore lui faire accepter le recours à l'énergie nucléaire.
Or ces positions commencent à se développer au sein du parti, surtout depuis l'effondrement du bloc soviétique à partir de 1989. Lorsque l'un des membres du Seikōken, Makoto Tanabe, devient président du Parti socialiste le 23 juillet 1991, il place Hirotaka Akamatsu à la tête de la division du Travail de sa nouvelle direction. Cette ascension atteint son point culminant le 19 janvier 1993 lorsque le nouveau président, Sadao Yamahana le choisit comme secrétaire général du Bureau exécutif et donc le numéro 2 effectif du PSJ. Cette nomination est critiquée tant par l'aile gauche en raison des positions politiques d'Akamatsu, mais aussi par plusieurs figures du parti du fait de son jeune âge (à 44 ans, il est le plus jeune secrétaire général de l'histoire du parti) et de son arrivée récente sur la scène politique nationale (il n'est alors membre de la Diète que depuis trois ans). Or, ce poste est généralement confié à des hommes politiques d'expérience chargés de négocier en coulisse des accords électoraux ou politiques avec leurs homologues des autres partis, de la majorité ou de l'opposition.

#### Un artisan de la coalition anti-PLD
À ce poste, il organise les pressions sur le PLD et le gouvernement de Kiichi Miyazawa de dissoudre la Chambre des représentants après un nouveau scandale politico-financier touchant le vice-président du parti majoritaire, Shin Kanemaru, ou encore à la suite de la mort en mai, dans une embuscade, d'un officier de police et d'un volontaire civil japonais engagés auprès de l'APRONUC au Cambodge. Le vote le 18 juin 1993 d'une motion de censure déposée par le PSJ pour protester contre le projet de réforme électorale proposée par le Cabinet Miyazawa (comprenant notamment le passage à un scrutin uninominal majoritaire à un tour intégral, l'opposition et de nombreux membres de la majorité préférant au contraire introduire une dose plus ou moins élevée de proportionnelle) par 255 voix contre 220 à la Chambre des représentants, rendu possible par le ralliement de plusieurs groupes dissidents de la majorité, entraîne la chute de cette dernière et la convocation d'élections législatives anticipées pour le 18 juillet suivant.
Hirotaka Akamatsu entame ensuite des négociations en vue de former une future coalition « anti-PLD » et « anti-PCJ » avec les formations déjà dans l'opposition (outre le PSJ, le Kōmeitō, le PDS et la Fédération social-démocrate) mais aussi trois nouveaux mouvements libéraux et réformateurs créés en 1992 ou 1993 par ceux ayant quitté le PLD (le Nouveau parti du Japon, le Shinseitō et le Nouveau Parti pionnier aussi appelé Nouveau parti Sakigake ou NPS). Après une première réunion entre une délégation socialiste menée par Akamatsu et les dirigeants du Shinseitō (son président Tsutomu Hata et son secrétaire général Ichirō Ozawa) le 24 juin, il déclare : « Je pense que nous pouvons travailler ensemble. Le temps est venu de mettre de côté les différences politiques et de s'unir pour renverser le PLD ». Cette alliance est concrétisée après le scrutin législatif du 18 juillet, qui voit le PLD rester le premier parti du Japon avec 36,62 % des suffrages et 223 sièges sur 511, mais il perd la majorité absolue tandis que les sept partis totalisent 48,6 % des voix et 243 élus. Le 28 juillet 1993, Hirotaka Akamatsu annonce après une nouvelle réunion que : « En termes de politiques fondamentales, nos sept partis sont d'accord. Ce sera le premier changement de gouvernement en 38 ans donc nous procédons avec beaucoup de précautions ». Le 9 août 1993, Morihiro Hosokawa, président du Nouveau parti du Japon, est élu Premier ministre tandis qu'un « Conseil des représentants des partis de la coalition » (与党代表者会議, Yotō Daihyōsha Kaigi) regroupant les secrétaires généraux des principales composantes de cette alliance gouvernementale est formé afin de discuter des dossiers politiques les plus importants et de créer à leur sujet un consensus au sein de la majorité. Hirotaka Akamatsu côtoie au sein de ce véritable « deuxième gouvernement » Ichirō Ozawa du Shinseitō, Yūichi Ichikawa du Kōmeitō, Takashi Yonezawa du PDS et Hiroyuki Sonoda du Nouveau Parti pionnier. Hirotaka Akamatsu utilise d'ailleurs cette position pour tenter de pousser la Diète à adopter une résolution qui s'excuserait officiellement pour les crimes de guerre passés du Japon.
Malgré cette arrivée réussie au pouvoir, le PSJ souffre pourtant bel-et-bien d'un mauvais score électoral aux élections législatives du 18 juillet 1993 : s'il est le premier parti de la coalition anti-PLD, il n'obtient que 15,43 % des suffrages exprimés et 70 sièges sur 511, soit 8,96 points et 66 sièges de moins qu'en 1990. Hirotaka Akamatsu avait lui-même admis lors de la campagne que la situation était difficile pour le PSJ, en raison essentiellement selon lui de son positionnement traditionnel marxiste. Il est pour sa part réélu à nouveau en première place dans le 6e district d'Aichi avec 100 372 voix (20,44 %), mais est jugé comme partageant avec l'ensemble de la direction la responsabilité de ce mauvais score du parti. Sadao Yamahana présente finalement sa démission le 8 septembre 1993 et le nouveau président, Tomiichi Murayama, choisit Wataru Kubo pour succéder à Akamatsu au poste de secrétaire général le 25 septembre suivant.

#### Un opposant à la Grande coalition avec le PLD
Le PSJ se divise rapidement quant au soutien à apporter aux actions menées par le gouvernement Hosokawa, l'aile gauche ayant notamment menacé de quitter la coalition si jamais ce dernier décidait de mettre en place le plan du Premier ministre d'augmenter la taxe sur la consommation afin de financer une baisse de l'impôt sur le revenu. D'autres sujets sensibles mettent à mal la nouvelle majorité, notamment l'ouverture du marché du riz, les mesures contre la récession ou la réforme du système électoral. Afin de signifier leur attachement à la coalition « anti-PLD, anti-communiste » et tout faire pour lui permettre de durer, tout en militant pour l'abandon des positions les plus à gauche des socialistes (envisageant même de soutenir la hausse de la taxe sur la consommation) suivant le modèle du programme présidentiel de Bill Clinton aux États-Unis, quarante parlementaires (sur 149) issus du centre ou de la droite du PSJ se regroupent le 21 décembre 1993 au sein d'un nouveau groupe interne au parti baptisé « Démocrates » (デモクラッツ, Demokurattsu). Hirotaka Akamatsu en devient le président du bureau exécutif et donc l'un de ses principaux dirigeants aux côtés de l'ancien président du PSJ Makoto Tanabe ou de son secrétaire général de l'époque Wataru Kubo,. Ils entretiennent une proximité toute particulière avec le PDS, lui-même créé en son temps (en 1960) par des dissidents issus de l'aile droite du PSJ, le NPJ de Morihiro Hosokawa et le NPS.
Tandis que les tensions entre l'aile gauche du parti, majoritaire et incarnée par son président Tomiichi Murayama, et les autres membres de la majorité, notamment le secrétaire général du Shinseitō Ichirō Ozawa et celui du Kōmeitō Yūichi Ichikawa (les deux hommes incarnant ce qui est appelé la « ligne Ichi-Ichi », c'est-à-dire le contrôle dans l'ombre par eux de l'action gouvernementale), se creusent, de plus en plus de voix s'élèvent en son sein en faveur de la formation d'une Grande coalition avec le PLD. Ils se rapprochent d'autant plus de son président, Yōhei Kōno, que lui-même est présenté comme un « conservateur de gauche » en raison de son attachement à un certain « État-providence » et de son image de « colombe » concernant la politique étrangère, et que lui aussi est très critique vis-à-vis de la « ligne Ichi-Ichi ». Les « Démocrates », menés notamment par Akamatsu, deviennent alors de fermes opposants à cette idée de « Grande coalition ». Après la démission en avril 1994 de Morihiro Hosokawa, accusé d'utilisation frauduleuse de fonds personnels, Hirotaka Akamatsu réaffirme sa fidélité à l'accord de majorité en place : « Quatre-vingts pour-cents des gens veulent que la coalition reste, plutôt que de redonner le pouvoir au Parti libéral-démocrate ».
Pourtant, alors que les socialistes venaient finalement d'accepter de porter le président du Shinseitō Tsutomu Hata au poste de Premier ministre le 25 avril, Ichirō Ozawa provoque le jour même une nouvelle crise en tentant de former un bloc politique unissant tous les mouvements de la coalition à l'exception du PSJ. À la suite de cela, Akamatsu et les « Démocrates » décident de soutenir à leur tour le retrait du Parti socialiste de la coalition anti-PLD. Il estime pour sa part que : « Ozawa nous a sous-estimé. Maintenant même si lui et ses partisans offrent de démanteler ce bloc, nous ne reviendrons pas avec la situation en l'état ». N'ayant plus de majorité, le gouvernement de Tsutomu Hata chute dès le 30 juin, n'ayant survécu que le temps de faire voter le budget pour l'année fiscale 1994, et Tomiichi Murayama est élu Premier ministre à la faveur d'une Grande coalition formée entre le PSJ, le PLD et le NPS, ce à quoi Hirotaka Akamatsu s'était jusqu'alors vivement opposé.

### Une figure de la première heure du PDJ

#### Du PSD au PDJ
Si Hirotaka Akamatsu reste membre du PSJ même si celui-ci est désormais allié au PLD, il incarne toujours avec Wataru Kubo ou Sadao Yamahana (ce dernier décidant finalement de faire dissidence en décembre 1995 pour former avec d'anciens membres du NPJ la Ligue des Citoyens) l'aile droite réformatrice. Ils tentent plus que jamais de le transformer en une grande force « libérale et démocrate » sur le modèle du New Labour britannique fondé à la même époque par Tony Blair et qui unirait la gauche non communiste aux formations centristes. La démission de la tête du gouvernement de Tomiichi Murayama le 11 janvier 1996, son remplacement par le nouveau président du PLD Ryūtarō Hashimoto et la mutation du PSJ pour devenir le Parti social-démocrate (PSD) lors de la convention du 19 janvier 1996 leur apparaît comme l'occasion d'obtenir la réforme complète du camp socialiste. Pour autant ces espoirs sont vite déçus, le PSD restant membre de la Grande coalition désormais totalement contrôlée par les libéraux-démocrates et tentant plus de faire un compromis idéologique entre ses ailes gauche et droite plutôt que de trancher entre les deux, entraînant des défections à ses deux extrémités.
Lorsque deux membres réformistes et centristes du NPS, Yukio Hatoyama et Naoto Kan, décident de former le 11 septembre 1996 une nouvelle force politique d'opposition, le Parti démocrate du Japon (PDJ), selon les principes de la Troisième voie, de la décentralisation et de la réduction du poids de l'administration d'État au profit des hommes politiques et d'un parlementarisme à l'anglo-saxonne, ils sont rejoints par plus de la moitié des représentants du PSD (31 sur 61) et 4 conseillers sur 39 (rejoints, entre novembre 1996 et juin 1997, par 12 autres sociaux-démocrates de la chambre haute), issus de son aile droite. Parmi eux figurent Hirotaka Akamatsu, Nobuyuki Sekiyama, Hisamitsu Sugano et finalement, en janvier 1997, Wataru Kubo. L'ancien gouverneur socialiste de Hokkaidō (entre 1983 et 1995) Takahiro Yokomichi provoque également le ralliement à ce nouveau parti de l'une des plus importantes fédérations de l'ancien PSJ. Ils forment alors le gros des troupes de ce nouveau mouvement et en assurent le soutien par les syndicats et notamment du plus important d'entre eux, le Rengō.

#### Un des dirigeants du premier PDJ
Hirotaka Akamatsu obtient immédiatement un poste au sein de la direction du PDJ. Il est en effet, du 29 septembre 1996 au 18 septembre 1997, son président du Comité des Affaires de la Diète, ce qui en fait le numéro quatre derrière ses deux coprésidents Naoto Kan et Yukio Hatoyama et son président du Comité de recherche politique Susumu Yanase (remplacé en novembre 1996 par Yoshito Sengoku, lui aussi un ancien du PSJ). Il a ainsi un rôle de premier plan dans la campagne du mouvement pour les élections législatives organisées le 20 octobre 1996, les premières à se faire selon le système mixte mis en place par la réforme électorale de 1994 alliant scrutin uninominal majoritaire à un tour dans 300 circonscriptions locales et proportionnelle dans 11 « blocs » correspondant plus ou moins aux grandes régions géographiques du Japon.
Il se porte pour sa part candidat dans le nouveau 5e district d'Aichi, soit, outre son fief traditionnel depuis son entrée en politique de l'arrondissement de Nakagawa à Nagoya qui est le seul élément de l'ancienne 6e circonscription à en faire partie, un autre arrondissement de l'ouest de la ville (Nakamura) et le district de Nishikasugai formant la banlieue nord-ouest proche de l'agglomération avec des zones semi-rurales. Il y remporte la victoire lors d'un scrutin serré, avec 48 648 voix et 30,91 % des suffrages exprimés, soit une avance d'à peine 2 163 votes et 1,38 points sur son adversaire libéral-démocrate, le directeur de la fédération d'Aichi du mouvement de jeunesse du PLD Takahide Kimura (41 ans, il est tout de même élu grâce à la proportionnelle), et de 5 620 bulletins et 3,57 points à celui du Shinshintō (mouvement créé en 1994 par les partis de l'ancienne alliance anti-PLD anti-communiste n'ayant pas rejoint la Grande coalition et qui formait depuis lors la principale force d'opposition à cette dernière), le jeune Yutaka Banno (35 ans). Il n'avait pas de candidat social-démocrate face à lui.
Il est également en deuxième position de la liste de quinze noms présentée par le PDJ et menée par un ancien du PDS, Shū Watanabe, dans le bloc de Tōkai. Celle-ci arrive en troisième position avec 14,98 % des suffrages exprimés et trois des vingt-trois sièges à pourvoir, derrière la liste du Shinshintō emmenée par Akiko Yamanaka (33,04 % et 8 députés) et celle du PLD tirée par Kazuyoshi Kaneko (32,03 % et 8 élus), mais devant le PCJ de Kenshō Sasaki (11,85 % et 3 élus) et surtout le PSD de Hideyuki Maejima (5,93 % et 1 seul député). Sur le plan national, le PDJ se positionne déjà, un mois seulement après sa création, comme la troisième force politique du pays, derrière le PLD et le Shinshintō, avec 52 sièges sur 500.
En tant que président du Comité des Affaires de la Diète, il met surtout à profit ses relations conservées avec le PSD pour convaincre ce dernier, par exemple, de rejoindre le PDJ et le Shinshintō dans leur opposition à la nomination par le cabinet de Ryūtarō Hashimoto d'un ancien haut fonctionnaire du ministère du Trésor, Takeshi Fujii, pour remplacer l'un des trois commissaires du Bureau de l'Audit (chargé de contrôler l'application du budget) démissionnaire. Les trois partis ont critiqué ce choix, et ont finalement forcé le PLD à l'abandonner, au nom de leur volonté de réduire le poids de la bureaucratie et tout particulièrement de celle du ministère du Trésor, Akamatsu estimant à ce sujet que : « Cela n'a aucun sens d'avoir quelqu'un qui participait autrefois à l'écriture du budget pour contrôler ce budget ».
Il abandonne par la suite, le 18 septembre 1997, sa position dans la direction du PDJ pour occuper des fonctions officielles au sein de la Chambre des représentants du Japon. Il préside ainsi jusqu'en janvier 1998 la Commission spéciale pour le déménagement de la capitale puis, de janvier à juillet 1998, celle sur les problèmes houillers.

### Au sein de la première force d'opposition

#### Une importance diminuée au sein d'un PDJ élargi?
Le 27 avril 1998, le PDJ absorbe deux mouvements issus de l'éclatement, en décembre 1997, du Shinshintō : le Nouveau parti de la Fraternité formé par les anciens du PDS et le Parti de la bonne gouvernance des dissidents depuis 1992, 1993 ou 1994 du PLD (ceux du Shinseitō qui, derrière Tsutomu Hata, ont rompu avec Ichirō Ozawa, qui pour sa part crée le Parti libéral, et ceux du NPJ). Ce nouveau PDJ devient ainsi la première force d'opposition, mais les vétérans du PSJ n'y sont plus majoritaires désormais.
Mais cet élargissement déstabilise également son poids personnel au sein de la fédération démocrate d'Aichi. Alors qu'il en était jusqu'à présent l'un des principaux représentants, en étant le seul député du mouvement à y détenir jusque-là une circonscription, l'absorption du Nouveau parti de la Fraternité fait entrer dans le parti deux titulaires de districts (Eisei Itō pour le 11e et Satoshi Shima pour le 13e) et celui du PBG un autre élu au vote majoritaire uninominal (Takashi Kawamura dans le 1er). Une lutte interne commence à s'établir entre les ex-PSJ, menés par Akamatsu, et les anciens du PDS d'Eisei Itō (par ailleurs désormais président du Comité de recherche politique et numéro cinq de la direction du nouveau PDJ). Cette division se retrouve au niveau du Rengō, au sein duquel se retrouve les syndiqués du secteur public originaires avant 1990 du Sōhyō qui est toujours resté proche des socialistes, et ceux du privé provenant avant 1989 du Dōmei, soutien traditionnel des démocrates socialistes.
Et elle se manifeste pour le renouvellement de la moitié de la Chambre des conseillers (la chambre haute de la Diète) du 12 juillet 1998 à l'occasion du choix du candidat du PDJ dans la préfecture. Celle-ci disposant de trois sièges à pourvoir au vote unique non transférable, la direction démocrate ne réussit pas à trancher entre l'ancien député socialiste Taisuke Satō soutenu par Akamatsu ainsi que les ex-PSJ et ex-Sōhyō, et le jeune vice-président de la fédération préfectorale Yoshitake Kimata (33 ans) avancé par les ex-PDS et ex-Dōmei. Cette double candidature fait courir le risque de voir l'électorat potentiel du PDJ s'éparpiller. Pourtant, tous deux sont élus, se suivant de peu et prenant la première place pour Kimata (500 483 voix soit 17,45 % des suffrages) et la deuxième pour Satō (457 236 votes et 15,94 %).

#### La faction des anciens socialistes
Les anciens du PSJ ou du PSD forment en 1998 leur propre faction au sein du parti, le Bureau de discussion pour un nouveau gouvernement (新政局懇談会, Shin-seikyoku kondankai). Celle-ci défend alors les thèses les plus progressistes et les plus à gauche du mouvement, défendant tout particulièrement l'aspect pacifiste de la Constitution (tout en reconnaissant l'existence des FAD), combattant toute forme de nationalisme, demandant que le Japon exprime des excuses officielles pour les crimes de guerre passés et militant pour le renforcement des aides sociales et des services publics. Comme la plupart de ses membres, Akamatsu vote le 22 juillet 1999 contre la loi reconnaissant le Nisshōki comme drapeau officiel et le Kimi ga yo comme hymne national du Japon, une question qui a fortement divisée le parti (sur ses 92 députés, 45 ont voté pour, 46 contre et un n'était pas présent).
S'il n'occupe au sein de cette faction aucune fonction exécutive officielle, Hirotaka Akamatsu en devient rapidement l'un des principaux animateurs aux côtés de Takahiro Yokomichi. Il est ainsi l'un des principaux lieutenants de ce dernier lors de sa campagne à la présidence du PDJ du 25 septembre 1999. Candidat contre les deux fondateurs du premier Parti démocrate, le président sortant Naoto Kan et le secrétaire général Yukio Hatoyama, Takahiro Yokomichi se place en troisième position et est éliminé au premier tour avec 57 voix de parlementaires et d'élus préfectoraux, contre 154 à Hatoyama (qui est élu au second tour) et 109 à Kan.
Il est président de la Commission du Travail de la Chambre des représentants d'octobre 1999 à juin 2000. Il est réélu plus largement qu'en 1996 dans le 5e district d'Aichi lors des élections législatives du 25 juin 2000, avec 82 943 voix et 48,31 % des suffrages exprimés. Il a notamment bénéficié cette fois du fait qu'il n'a face à lui aucun autre candidat de l'opposition non-communiste, ni du Parti libéral, ni, comme cela avait déjà été le cas en 1996, du PSD. Le PDJ remporte qui plus est une nette victoire dans la préfecture, avec neuf circonscriptions sur quinze parmi lesquels un autre ex-PSJ (Kanju Satō dans le 10e district) et trois jeunes élus déjà adhérents du premier PDJ (Motohisa Furukawa dans le 2e, Shōichi Kondō dans le 3e et Kenji Kobayashi dans le 7e) qui renforcent la position d'Akamatsu au sein de la fédération locale au détriment des nouveaux venus de 1998 et tout particulièrement des ex-PDS.

#### De nouveau président du Comité des Affaires de la Diète
Lorsque Yukio Hatoyama est réélu président du parti, sans opposition, le 9 septembre 2000, Hirotaka Akamatsu retrouve le lendemain la présidence du Comité des Affaires de la Diète. Il est alors le relais auprès des parlementaires de la stratégie d'opposition frontale mise en place depuis 1999 par le PDJ. Il est ainsi chargé de mobiliser les députés autour de deux motions de censure déposées contre le gouvernement de Yoshirō Mori, respectivement le 5 novembre 2000 et le 16 février 2001. Toutes deux manquent d'ailleurs d'être adoptées. La première du fait de la « rébellion Kato », du nom du député réformateur néo-libéral Kōichi Katō qui a mené une fronde contre le Premier ministre au sein du PLD. En effet, Kōichi Katō annonce qu'il pourrait voter la motion de censure pour protester contre la gestion opaque du PLD par le « groupe des 5 » (les cinq titulaires des plus hautes fonctions de la hiérarchie du parti qui sont accusés de prendre les principales décisions dans un total manque de transparence) et les nombreux dérapages du Premier ministre et de son cabinet. Katō est bientôt rejoint en ce sens par son allié de longue date Taku Yamasaki avec lequel il avait fondé au début des années 1990 un trio réformateur complété par Jun'ichirō Koizumi qui affirme quant-à-lui alors son soutien à Mori, issu de la même faction que lui. Quoi qu'il en soit, si les factions Katō et Yamasaki font partie des plus petites du PLD, le vote de la motion de censure par ses membres entraînerait son adoption et donc la chute du gouvernement : en effet, la coalition gouvernementale dispose d'une majorité de 272 élus sur 480, soit 31 de plus que la majorité absolue et une marge de manœuvre assez faible puisque les deux factions rebelles comprennent, une fois leurs effectifs cumulés, 64 représentants. Finalement, lors du vote le 21 novembre, Katō et Yamasaki ainsi que 40 partisans de leur fronde (dont 36 de leurs factions respectives) ne se déplacent pas, choisissant ainsi de ne pas apporter leur voix à la motion (qui est donc rejetée, par 190 voix pour et 237 contre) tout en marquant leur désaccord avec l'équipe gouvernementale.
La seconde, déposée par l'opposition pour protester contre le manque de réactivité supposé du Premier ministre à la suite de la catastrophe de l’Ehime Maru (averti le 9 février qu'un bateau école japonais, l’Ehime Maru, venait d'être percuté par le sous-marin américain USS Greeneville au large de l'île hawaïenne d'O'ahu et avait coulé, entraînant la mort de ses 9 membres d'équipage dont 4 lycéens, Yoshirō Mori a choqué l'opinion publique en n'interrompant pas une partie de golf qu'il était en train de jouer), manque à son tour d'être votée par les deux partenaires du PLD au sein de la majorité : le Parti conservateur et le Nouveau Kōmeitō. Hirotaka Akamatsu tente notamment de convaincre le président de ce dernier parti, Takenori Kanzaki, de voter pour la motion. Pour autant, celle-ci est également rejetée, et de manière plus large que celle de novembre 2000, le 5 mars 2001, par 192 voix pour, 274 contre et 14 absents ou abstenus.
Hirotaka Akamatsu profite également de sa position dans la direction du PDJ pour s'opposer à toute forme de révisionnisme, de négationnisme, de nationalisme ou de remise en question de la Constitution pacifique du Japon. Ainsi, lorsqu'un des poids lourds du PLD, Hōsei Norota, le président de la Commission des Politiques nationales fondamentales de la Chambre des représentants et ancien directeur de l'Agence japonaise de Défense de 1998 à 1999, déclare en février 2001 que le Japon « n'a pas eu d'autres choix que » d'entrer dans la Seconde Guerre mondiale pour faire face « aux embargos pétroliers » mis en place, selon lui, par les États-Unis et que la colonisation japonaise dans la région Asie-Pacifique a permis d'« extirper » de la région l'impérialisme occidental, Akamatsu mène les critiques de son parti contre lui. Il qualifie notamment ces remarques d'« erronées, irresponsables et anachroniques ».
Mais surtout, une fois sorti de la direction du parti le 4 septembre 2001, il s'oppose en octobre et novembre suivant aux deux projets de lois défendus par le nouveau Premier ministre, le populaire Jun'ichirō Koizumi, permettant le déploiement des FAD pour des missions de « soutien logistique » dans le cadre de la guerre contre le terrorisme menée par les États-Unis. Même s'il refuse toujours aux troupes japonaises de participer aux combats actifs, ces textes les autorisent à remplir des services militaires vitaux tels que la protection d'hôpitaux, de bases, d'aéroports ou de camps de réfugiés, la lutte contre les mines anti-personnelles, des opérations de recherche et de sauvetage, et à utiliser la force non seulement pour se protéger elles-mêmes mais aussi « ceux placés sous leurs protection », et entraînent concrètement l'envoi de soldats pour la protection de camp de réfugiés en Afghanistan et au Pakistan ainsi que l'organisation de missions de ravitaillement en matériel et essence des troupes engagées dans la guerre d'Afghanistan. Hirotaka Akamatsu partage cette opposition avec l'essentiel de la faction des ex-PSJ et en tout premier lieu Takahiro Yokomichi, et va alors à contresens de la consigne de Yukio Hatoyama qui a appelé à voter pour ce projet de loi. Ils sont finalement quatorze à voter contre l'envoi des FAD en Afghanistan (douze représentants, dont Akamatsu, et deux conseillers), tandis que quatorze autres s'abstiennent. L'exécutif du parti décide de voter des sanctions à leur égard pour ne pas avoir suivi les consignes le 4 décembre 2001.

#### Un des stratèges électoraux du PDJ
Il soutient de nouveau (sans faire partie cette fois de la liste des parlementaires l'investissant candidat) Takahiro Yokomichi contre Yukio Hatoyama, Naoto Kan et Yoshihiko Noda (avancé par un groupe de jeunes parlementaires désirant une relève à la tête du parti) lors de l'élection à la présidence du PDJ du 23 septembre 2002. Mais, preuve de l'affaiblissement de l'aile gauche sociale-démocrate au sein du mouvement, Yokomichi arrive en quatrième et dernière place avec 119 voix sur 816 (33 des 320 délégués des militants, qui ont été 26 864 à le choisir soit 17,06 % des suffrages exprimés, 15 des 47 préfectures qui disposent chacune d'un vote tandis que 291 élus locaux sur 1 389 ont voté pour lui, 14 des 83 candidats non encore élus mais déjà officiellement investis par le parti pour les futures élections nationales et 31 des 183 parlementaires qui disposent chacun de deux voix). Malgré cette perte de vitesse, les ex-PSJ obtiennent plusieurs postes dans la nouvelle direction de Yukio Hatoyama (qui a été réélu au second tour face à Naoto Kan), et Hirotaka Akamatsu hérite de la présidence de la Commission de la stratégie électorale. Il la conserve deux mois et demi plus tard lorsque, Yukio Hatoyama ayant dû démissionner, Naoto Kan le remplace à la présidence.
À ce poste, il joue un rôle prépondérant dans la campagne des élections législatives du 9 novembre 2003, qui sont marquées par une avancée importante du PDJ qui fait passer sa représentation à la chambre basse de 137 députés avant le scrutin à 177 élus, réussit à remporter 105 circonscriptions sur 300 contre 84 en 2000 et surtout devance le PLD à la proportionnelle avec 37,39 % des suffrages et 72 sièges contre 34,96 % et 69 élus au parti majoritaire. Lors de ce scrutin, il réussit tout particulièrement à persuader un de ses anciens camarades du PSJ qui avait fait son entrée en même temps que lui à la Diète en 1990, Yoshio Hachiro, de se présenter dans le 4e district de Hokkaidō qu'il réussit à remporter sur le sortant du PLD. Hachiro, qui était auparavant un député pour le 8e district de Hokkaidō, avait démissionné de son siège de parlementaire en mars 2003 pour se présenter à l'élection du gouverneur de la préfecture du 13 avril, qu'il a perdu de peu (27,01 % des voix contre 29,29 %) face à Harumi Takahashi qui était investie par les partis de la majorité. Cette opération a permis non seulement au PDJ de sécuriser la 8e circonscription de Hokkaidō puisque le nouveau candidat du parti, Seiichi Kaneta (lui aussi un ancien socialiste), jusqu'ici élu à la proportionnelle, y est élu sans problème, mais en plus de conserver l'une des figures de la faction Yokomichi et de remporter un nouveau district électoral sur le PLD.
De plus, le PDJ passe des accords électoraux avec le PSD dans plusieurs circonscriptions : il soutient 21 des 62 candidats sociaux-démocrates au scrutin uninominal majoritaire à un tour dont les trois titulaires de circonscriptions sortants se représentant, et en contrepartie ceux-ci n'affrontent un sortant démocrate que dans 17 circonscriptions (dont une seule de la préfecture d'Aichi, la 7e). Hirotaka Akamatsu est lui-même largement réélu dans le 5e district d'Aichi, en atteignant pratiquement la majorité absolue en nombre d'électeurs avec 104 346 voix et 49,39 % des suffrages exprimés. Et dans la préfecture, tous les candidats avancés par le parti dans une circonscription sont élus : dix au scrutin uninominal majoritaire à un tour (huit réélus et deux circonscriptions gagnées, les 8e et 14e, sur le PLD, et une seule perdue, la 10e, au profit du Nouveau Parti conservateur, ce qui fait que le PDJ contrôle désormais 10 des 15 circonscriptions d'Aichi) et cinq grâce à la proportionnelle. Mais parmi ces quinze députés, le poids des anciens socialistes est quelque peu affaibli puisqu'ils ne restent que deux (Akamatsu et Kanju Satō qui, battu dans son 10e district, n'a été réélu qu'à la proportionnelle), tandis que la faction des ex-PDS accueille désormais quatre de ces parlementaires (toujours dans les 4e et 11e districts mais aussi la 8e circonscription remportée, ainsi qu'un élu à la proportionnelle).
Après la démission de Naoto Kan de la présidence du PDJ et son remplacement (sans opposition) le 18 mai 2004 par Katsuya Okada, Hirotaka Akamatsu abandonne la Commission de la stratégie électorale et entre pour la première (et unique à ce jour) fois au « Cabinet suivant » (次の内閣, Tsugi no naikaku), le gouvernement fantôme du PDJ, le 20 mai. Il y est le « ministre suivant » des Affaires intérieures et des Communications, chargé de contrer le titulaire de ce poste dans le deuxième gouvernement de Jun'ichirō Koizumi, à savoir le PLD Tarō Asō. Il quitte toutefois ce contre-gouvernement dès le 12 septembre 2004, pour être élu le 27 du mois suivant président de la Commission des Affaires étrangères de la Chambre des représentants. Cette fonction lui donne un pouvoir de contrôle tout particulier sur la politique diplomatique japonaise, notamment celui de commander des rapports ou des audits ou de faire comparaître devant la commission le ministre ou ses collaborateurs. Il le reste jusqu'à la dissolution de la Chambre des représentants par l'empereur sur proposition de Jun'ichirō Koizumi le 8 août 2005. Lors des législatives anticipées qui suivent le 11 septembre, marquées par un véritable plébiscite en faveur du Premier ministre et de son projet de privatisation de la poste, Hirotaka Akamatsu est l'une des victimes de la vague électorale pro-Koizumi. Il est en effet battu, pour la première fois, au scrutin uninominal majoritaire à un tour par son adversaire traditionnel du PLD depuis 1996, Takahide Kimura, par 107 645 voix (44,45 %) contre 117 017 (48,32 %). Il est toutefois réélu grâce à la proportionnelle en deuxième position sur la liste du PDJ dans le bloc de Tōkai qui a récolté 34,8 % des suffrages et 8 élus.
Malgré son semi-échec et la victoire pour remplacer Katsuya Okada à la tête du parti le 17 septembre 2005 de Seiji Maehara, qui milite pour un rajeunissement des cadres du parti et la mise en retrait des poids lourds des factions traditionnelles mais aussi pour un renforcement du poids, tant diplomatique que militaire, du Japon sur la scène internationale centré sur son alliance avec les États-Unis, soit des positions très éloignées de celles de Hirotaka Akamatsu et des anciens socialistes, il intègre à nouveau l'exécutif du PDJ. Il est notamment nommé vice-président, une position toutefois essentiellement honorifique. Il garde ce titre sous les deux présidents suivants, Ichirō Ozawa (dont il a soutenu la campagne à la présidence contre Naoto Kan et avec lequel les anciens socialistes, malgré leurs différences idéologiques, ont très vite entretenu de bonne relation depuis son ralliement au parti en 2003) du 7 avril 2006 au 16 mai 2009 puis Yukio Hatoyama (dont il a également soutenu l'accession à la présidence au même titre qu'une large partie de la faction Yokomichi) du 16 mai au 16 septembre 2009. Mais il le cumule en plus à partir de septembre 2006 avec celui de président de la commission de la stratégie gouvernementale et à partir d'août 2007 de nouveau celui de chef de la commission de la stratégie électorale. À ce titre il participe activement à l'élaboration du programme du PDJ pour les élections suivantes.
La commission de la stratégie gouvernementale prend notamment sous sa présidence l'initiative de proposer en novembre 2006 de modifier la position du parti concernant la défense (jusqu'ici il refusait de reconnaître le droit à l'autodéfense collective, la jugeant anticonstitutionnelle), à savoir le fait d'admettre de recourir à la force militaire sous certaines conditions très strictes (face à une menace directe « de la paix et de la sécurité de notre pays », dans le cadre d'opérations de maintien de la paix sous mandat exclusif de l'ONU et en continuant à promouvoir le désarmement nucléaire). De même prend-il activement position dès lors pour octroyer le droit de vote aux élections locales aux étrangers résidents, surtout Coréens, et est depuis janvier 2008 un membre fondateur de l'« Union parlementaire de promotion pour l'octroi des droits civiques aux Coréens et autres résidents permanents étrangers au Japon », présidée par Katsuya Okada et ne regroupant que des parlementaires démocrates. En octobre 2006, à l'occasion d'un questionnaire soumis aux membres de la Diète par le Mindan (l'association regroupant les Coréens d'origine vivant au Japon et proches politiquement de la Corée du Sud) sur la question, à la question demandant « Pourquoi, selon vous, le droit de vote aux élections locales n'a pas encore été accordé aux étrangers au Japon », il répond : « À cause d'une forte opposition nationalo-conservatrice au sein du PLD (notamment de Shinzō Abe) ». Resté fidèle à Ozawa, il est à plusieurs reprises intervenu pour le soutenir après l'éclatement en mars 2009 d'un scandale politico-financier touchant plusieurs de ses collaborateurs et qui finit par le forcer à démissionner de la présidence du PDJ le 11 mai suivant. Et son soutien apporté, ainsi que celui de la faction des ex-PSJ, à Yukio Hatoyama se fait parce que ce dernier se présente comme le candidat de la continuité avec le président démissionnaire.
Mais surtout, il seconde activement Ichirō Ozawa, président puis président délégué et enfin secrétaire général du PDJ, dans l'organisation de la campagne de l'opposition aux élections législatives finalement fixées au 30 août 2009, notamment le fait de recruter et de former aux campagnes électorales à partir de 2008 des femmes issues de la société civile et au parcours remarquable afin de les présenter dans des circonscriptions clés face à des poids lourds de l'autre camp : pendant des « Assassins » (刺客, Shikyaku) mis en avant par Jun'ichirō Koizumi et le PLD en 2005, les « Ozawa Girl » (小沢ガールズ, Ozawa gaaruzu) remportent un large succès (le PDJ fait ainsi élire 40 de ses 46 candidates, portant à 54 le nombre de femmes à la Chambre des représentants). Hirotaka Akamatsu est donc considéré comme un des artisans de l'imposante victoire de son parti, qui remporte 308 sièges sur 480, soit plus encore que ce qu'avait obtenu lors du précédent scrutin le PLD de Koizumi. Il retrouve pour sa part son 5e district d'Aichi où il obtient pour la première fois la majorité absolue en voix, avec 158 235 votes et 61,99 % des suffrages exprimés. Le PDJ emporte qui plus est toutes les circonscriptions de la préfecture.

### Ministre de l'Agriculture, des Forêts et de la Pêche
Lorsque Yukio Hatoyama forme son gouvernement le 16 septembre 2009, il confie à Hirotaka Akamatsu le ministère de l'Agriculture, des Forêts et de la Pêche. N'ayant jamais développé une réelle expérience politique sur ces questions, cette nomination est perçue par les commentateurs politiques et les médias à la fois comme un choix pragmatique visant à placer dans le Cabinet un des poids lourds de l'aile gauche du parti et à le récompenser pour son travail à la tête de la stratégie électorale, mais aussi comme un symbole de la rupture entre Kasumigaseki (à savoir la haute fonction publique d'État, du nom du quartier de Tokyo où se trouvent les ministères et les organismes gouvernementaux) et Nagatachō (la classe politique, du nom d'un autre secteur de la capitale où se situent notamment la Diète, la résidence du Premier ministre et les sièges des deux plus grands partis japonais), un des chevaux de bataille du PDJ. Hirotaka Akamatsu n'a en effet développé au cours de sa carrière politique aucun lien ni aucune relation particulière, contrairement à la plupart de ses prédécesseurs du PLD, avec la « Tribu de l'Agriculture et des Forêts » (農林族, Nōrin zoku), surnom donné à la puissante et souvent critiquée administration du ministère. Le fait qu'il vienne d'une circonscription avant tout urbaine fait également présager qu'il n'utilisera pas ce portefeuille pour favoriser ses électeurs et développer ainsi une forme de « clientélisme ».
Il est d'abord chargé de mettre en place les promesses de campagne du PDJ, à savoir surtout la création de compensations financières pour les agriculteurs souffrant d'une baisse générale de leurs revenus, l'abrogation des subventions du gouvernement central aux collectivités locales afin de les remplacer par des revenus propres et une plus forte décentralisation et la suppression des bureaux locaux du ministère. Lors de sa première conférence de presse, donnée le 17 septembre 2009, il commence à démontrer une ligne plus personnelle en se montrant sceptique quant à la libéralisation du marché agricole, un sujet divisant fortement le parti (certains, dont Ichirō Ozawa, considérant que les compensations financières aux fermiers contrebalanceraient des réductions massives des protections douanières sur les produits agricoles, et d'autres au contraire, notamment à l'aile gauche, s'opposant à toute ouverture du marché supplémentaire). Hirotaka Akamatsu estime que : « [La libéralisation du marché] est difficilement acceptable, même avec des compensations directes aux fermiers », et que : « nous avons tous des perspectives différentes, lesquelles doivent être pleinement respectées ». Pour autant, un ancien haut fonctionnaire du ministère, Kazuhito Yamashita, rappelle qu'Akamatsu a par le passé plutôt montré une tendance allant dans le sens de la ligne libre-échangiste en la matière, militant notamment lors des négociations du cycle d'Uruguay en 1993, avec l'ancienne faction des « Démocrates » et contre la majorité du PSJ restée attachée au protectionnisme, pour l'ouverture du marché du riz. Quoi qu'il en soit, lors des négociations en vue d'un éventuel accord de libre-échange avec l'Australie, il milite pour que les produits agricoles, ou tout du moins certains d'entre eux, en soient exclus, déclarant notamment en octobre 2009 : « Pour les Japonais, le riz, le blé, le bœuf, les produits laitiers et le sucre sont des biens extrêmement sensibles ».
Mais avant tout, il doit négocier sur le plan international au sujet de deux dossiers épineux : les importations de bœuf, et la pêche (surtout du thon rouge et la chasse à la baleine), tout en étant confronté à une épizootie de fièvre aphteuse dans la préfecture de Miyazaki.

#### Les négociations sur les importations de bœuf
Il a également hérité des négociations concernant les restrictions à l'importation de viande bovine américaine au Japon. Stoppée en 2003 par le Japon à la suite de l'apparition de cas d'encéphalopathie spongiforme bovine en Amérique du Nord, le Japon a fini, après avoir envoyé des vétérinaires dans les 35 abattoirs souhaitant exporter de la viande vers l'archipel, par accepter de lever l'embargo le 21 juin 2006, avec certaines restrictions (l'animal abattu doit avoir 20 mois ou mois, et les parties dites « à risques », soit le cerveau, la moelle épinière et osseuse ainsi que les vertèbres, doivent être enlevées avant l'arrivée de la viande sur le sol japonais),. Si cela a contribué à régler partiellement ce qui fut pendant longtemps le principal sujet de contentieux entre le Japon et les États-Unis, ces derniers n'ont jamais abandonné les pressions pour que les dernières restrictions soient levées afin de suivre uniquement les recommandations de l'Organisation mondiale de la santé animale (qui ne fixe notamment aucune limite d'âge) tandis que Tokyo a multiplié les appels pour que Washington assure la sécurité alimentaire de ses produits exportés sur la base des connaissances scientifiques. Les discussions bilatérales sur le sujet avaient été interrompues en août 2007, relançant certaines tensions entre les deux pays. L'arrivée de Hirotaka Akamatsu a coïncidé à une amélioration des relations nippo-américaines sur ce dossier, même si dans un premier temps le gouvernement japonais dit vouloir adopter une attitude ferme quant à l'application de l'accord de 2006 (notamment à la suite de la découverte de fragments de colonne vertébrale dans l'un des 732 paquets de viandes arrivées par bateau à la fin septembre 2009 et provenant d'une société d'emballage de nourriture américaine, Tyson Fresh Meats Inc.).
Il rencontre pour la première fois son homologue américain, Tom Vilsack, dans le cadre de discussions pour trouver une conclusion au cycle de Doha, et si les deux hommes rappellent les positions officielles de leurs pays respectifs concernant les importations de bœuf, ils se mettent d'accord pour entretenir le dialogue sur le sujet. Mais il est surtout soucieux de ne pas accumuler les sujets de frictions avec les États-Unis dans un contexte diplomatique tendu entre les deux pays en raison de la remise en cause par le gouvernement Hatoyama d'un précédent accord, conclu en 2006, sur le déménagement de la base américaine de Futenma jusqu'ici située à Ginowan sur Okinawa. De plus, l'administration Obama adopte progressivement une attitude plus souple, abandonnant notamment sa position initialement de demander la suppression de toute restriction d'âge et parlant désormais d'« assouplir celle-ci » de manière progressive, en demandant d'augmenter le plafond de 20 à 30 mois. Dans ce contexte, Akamatsu et Vilsack se mettent d'accord au début du mois d'avril 2010 pour reprendre les négociations interrompues en 2007.

#### Les négociations sur le thon et la baleine
Hirotaka Akamatsu défend la position traditionnelle du Japon concernant deux sujets sensibles : la chasse à la baleine et la pêche au thon rouge.
Concernant la première, il affirme en décembre 2009 que : « le Japon continuera à mener son programme de recherche tout en donnant la priorité absolue à la sécurité ». Cette déclaration intervient dans un contexte de tensions sur le sujet avec l'Australie, un des pays défendant le plus farouchement le moratoire et l'interdiction totale de la chasse à la baleine, sur fond de négociations sur le futur de la Commission baleinière internationale (CBI). En effet, le Premier ministre australien menace alors d'engager une action légale contre le gouvernement japonais si celui-ci ne modifie pas sa position. En vue d'une réunion préparatoire de la CBI se tenant à huis clos en Floride le 2 mars 2010, Hirotaka Akamatsu propose au début du mois de février 2010, au nom du gouvernement japonais, d'accepter de réduire son quota de chasse scientifique en Antarctique (réduction demandée par la CBI afin de lui permettre de maintenir son programme pour dix ans supplémentaires) en échange d'une autorisation de pêche commerciale des cétacés le long de ses côtes qui avait été entièrement proscrite par le moratoire de 1986. En avril suivant, le président de la CBI, Cristián Maquieira, propose un compromis : il s'agit de ramener le quota alloué au Japon dans le sanctuaire Antarctique au nom de la recherche de 935 à 400 baleines de Minke pour cinq ans puis seulement 200 pour les cinq dernières années du plan, en contrepartie de la possibilité pour le pays de harponner 10 rorquals communs dans le sanctuaire et 120 baleines de Minke dans ses propres eaux territoriales à des fins commerciales. Mais ce plan est rejeté tant par Hirotaka Akamatsu, qui dit vouloir obtenir des quotas légèrement plus élevés, que par le ministre australien de l'Environnement Peter Garrett, qui renouvèle la menace de lancer des poursuites internationales contre le Japon si celui-ci lançait en novembre une nouvelle campagne baleinière en Antarctique et appelle à une interdiction globale, exception faite de la chasse de subsistance des « peuples indigènes » tels que les Inuit, échelonnée sur cinq ans.
Pour défendre sa position, le gouvernement japonais décide à la même époque d'envoyer deux navires de l'Agence japonaise de pêche en Antarctique afin de contrôler et surveiller l'activité de l'opération « Waltzing Matilda » de l'ONG écologiste Sea Shepherd Conservation Society. Leur but est avant tout, selon Akamatsu, d'empêcher « un combat physique » et de « s'interposer entre le bateau usine » japonais Nisshin Maru déployé pour la campagne 2009-2010 du programme JARPA et « les navires de Sea Shepherd », surtout le MV Steve Irwin et le trimaran flambant neuf de l'association, l’Ady Gil. Tokyo adopte une attitude ferme. La confrontation avec Sea Shepherd atteint son paroxysme au mois de janvier 2010, l’Ady Gil sombrant le 6 janvier 2010 après être entré en collision avec le navire harponneur Shonan Maru 2. Le gouvernement japonais et l'association, qualifiée par Tokyo d'« écoterrorisme » pour son activisme radical, se renvoient la responsabilité de cet incident, tandis que l'ancien capitaine néo-zélandais de l’Ady Gil, Peter Bethune, est arrêté par les garde-côtes japonais au début du mois de février suivant pour être monté illégalement à bord du Shonan Maru 2 afin d'opérer une « arrestation citoyenne » de son capitaine et lui remettre une facture de 3 millions de dollars. L'abordage d'un navire sans raisons légitimes est passible au Japon d'une peine pouvant aller de 100 000 yens d'amende à trois ans d'emprisonnement. Hirotaka Akamatsu défend à ce sujet que : « Quiconque n'ayant pas agi correctement devra faire face à une sévère punition en accord avec la loi », ou encore que : « Comme il s'agit d'un comportement scandaleusement illégal, nous voulons le traiter de manière stricte ».
Concernant le thon rouge, il mène l'opposition franche et massive apportée par le Japon à une interdiction globale du commerce du Thunnus thynnus (ou thon rouge de l'Atlantique, ou de Méditerranée, dont les Japonais sont des consommateurs importants), telle que proposée par la Commission européenne le 9 septembre 2009, tandis que la Convention sur le commerce international des espèces de faune et de flore sauvages menacées d'extinction (CITES) se prononce favorablement sur le sujet le 5 février 2010. Le Japon préfère à une interdiction générale, qu'il craint de voir s'étendre ensuite aux autres océans, une politique de surveillance des stocks et de réglementation de la pêche confiée à la Commission internationale pour la conservation des thonidés de l'Atlantique (CICTA), réunissant une cinquantaine de pays pêcheurs et dont il a soutenu en novembre 2009 une décision de réduire les prises autorisées de 22 000 tonnes en 2009 à 13 500 tonnes en 2010. Il s'engage alors dans une intense activité diplomatique pour rallier à la position du Japon d'autres États, notamment parmi ceux n'étant pas concernés par cette pêche et les pays en développement. Profitant de la division des États européens et du soutien final de la Chine, le Japon obtient gain de cause lors du vote de l'Assemblée générale de la CITES du 18 mars 2010 à Doha qui rejette l'interdiction par 68 voix, contre 20 favorables et 30 abstentions. Hirotaka Akamatsu a toutefois promis que le Japon jouerait un rôle « moteur » dans la préservation du thon, rappelant que : « Nous avons désormais la responsabilité de le faire ».

#### La fièvre aphteuse de Miyazaki
Le Japon, en pleine négociation sur les importations de bœuf américain, est dans le même temps confronté lui-même à un autre possible danger d'épizootie menaçant de l'intérieur son cheptel : la fièvre aphteuse. En effet, après la découverte par des vétérinaires de trois têtes de bétail pouvant être infectées dans la préfecture de Miyazaki (une première est découverte avec un ulcère à la bouche le 9 avril, suivi de deux autres bêtes dans la même ferme le 17 du même mois, tandis que les examens préliminaires les rendent positives au virus), le gouvernement décide d'appliquer le principe de précaution et de suspendre le 20 avril 2010 toutes les exportations de viandes bovines tant que la menace ne sera pas écartée. Les seize vaches de la ferme concernée de Miyazaki doivent être abattues et un périmètre de sécurité établi pour contrôler et surveiller les mouvements de bétail et de cargaison de bétail dans la zone. Hirotaka Akamatsu déclare que « le gouvernement prendra toutes les mesures nécessaires pour empêcher la maladie de se répandre », tout en rappelant que celle-ci, si avérée (ce serait le premier cas de fièvre aphteuse au Japon depuis 2000), « ne peut pas affecter les humains même s'ils mangent de la viande provenant d'une vache infectée ».
Toutefois, l'épizootie devient de plus en plus importante et le gouvernement doit finalement décider au mois de mai 2010 de mettre à l'écart plus de 300 000 cochons et vaches et d'abattre 49 taureaux reproducteurs (ne laissant en vie que cinq reproducteurs primés) essentiels pour la production de la viande de Wagyū (l'une des viandes les plus recherchées au monde et une source de revenu importante pour la région), tandis que la Diète adopte le 28 mai une loi extraordinaire permettant à l'administration centrale de décider l'abattage de forces de têtes de bétail. Il s'agit ainsi d'un coup dur pour l'économie de la préfecture de Miyazaki, et Hirotaka Akamatsu doit présenter des excuses officielles pour sa gestion de la crise le 25 mai 2010 : « Je suis profondément désolé qu'elle [la maladie] se soit autant répandue ». Il doit de plus faire face au dépôt d'une motion de censure à son encontre déposée par le PLD lors du dernier week-end de mai. Si elle est facilement rejetée, Hirotaka Akamatsu décide, après l'annonce de la démission de Yukio Hatoyama le 2 juin 2010, de ne pas demander à être reconduit dans le gouvernement du nouveau Premier ministre, Naoto Kan (dont il a soutenu la candidature à la tête du PDJ), formé le 8 juin suivant. Il déclare ainsi : « Je dois renoncer à mon poste afin d'assumer la responsabilité de n'avoir pas su empêcher la diffusion de la fièvre aphteuse ». Il est remplacé par Masahiko Yamada.

### Toujours un poids lourd du PDJ
Même après avoir quitté le gouvernement, il reste influent dans le jeu interne du parti et notamment au sein de la faction des anciens socialistes. Il est l'un des principaux soutiens d'Ichirō Ozawa lorsque celui-ci décide de se porter candidat contre Naoto Kan à l'élection du président du PDJ du 14 septembre 2010. Lorsque Naoto Kan doit démissionner l'année suivante, Hirotaka Akamatsu est le premier soutien de Banri Kaieda, présenté comme le candidat des partisans d'Ichirō Ozawa et de Yukio Hatoyama, pour lui succéder lors de l'élection à la présidence du 26 août 2011. Kaieda obtient le meilleur score au premier tour, avec 143 voix de parlementaires, mais est battu au second par Yoshihiko Noda par 177 votes contre 215.
Le 13 mai 2011, Hirotaka Akamatsu prend la présidence de la nouvelle commission spéciale de la Chambre des représentants chargée de la réforme postale, puis prend en 2012 celle de l'Éthique politique et du Système électoral.
Il s'oppose aux principales orientations prises par Naoto Kan puis Yoshihiko Noda. Il fait ainsi partie des 225 parlementaires (dont 203 démocrates sur 406) qui signent le 21 octobre 2011 une pétition contre le projet de rejoindre les négociations de l'accord de partenariat trans-Pacifique, plus connu sous son nom anglais de Trans-Pacific Strategic Economic Partnership ou TPP. Il soutient toutefois, contrairement à 57 autres députés démocrates dont ses traditionnels alliés Ichirō Ozawa et Yukio Hatoyama, la réforme fiscale et de la sécurité sociale (qui prévoit surtout un doublement du taux de la taxe sur la consommation) préparée par le Cabinet de Naoto Kan et concrétisée par celui de Yoshihiko Noda.
Il décide de se présenter à l'élection du président du PDJ du 21 septembre 2012 contre le sortant Yoshihiko Noda. Ce dernier est largement réélu dès le premier tour avec 818 votes sur 1 231 (211 parlementaires sur 333, soit 422 votes, mais aussi 7 des 9 votes de candidats investis pour les prochains scrutins nationaux, 1 026 des 2 030 élus locaux du parti représentant 93 des 141 votes donnés à ce collège et 70 265 des 326 974 militants, dont seulement 107 075 se sont exprimés lors de cette élection à la très forte abstention, pour 296 des 409 délégués). Hirotaka Akamatsu arrive en troisième position parmi quatre candidats, derrière Noda et Kazuhiro Haraguchi (candidat des pro-Hatoyama et pro-Ozawa qui n'ont pas encore quitté le PDJ et donc des opposants à l'augmentation de la taxe sur la consommation), mais devant un autre ancien ministre de l'Agriculture et autre opposant au TPP, Michihiko Kano. Akamatsu a obtenu ainsi 123 bulletins, dont surtout le vote de 40 parlementaires (9 de plus que Haraguchi mais 3 de moins que pour Kano) qui représentent donc 80 suffrages, seulement 1 vote de candidat investi pour les prochaines élections (Haraguchi et Kano n'en ont obtenu aucun), 18 délégués représentant 199 élus locaux en sa faveur (soit un niveau proche des 20 délégués pour 222 soutiens pro-Haraguchi et une légère distance avec les seuls 10 délégués pour 113 votes pro-Kano au sein de ce collège) et 24 voix pour 9 141 militants ayant voté pour lui (étant auprès de ces derniers largement distancé par Haraguchi et ses 72 votes pour 20 693 membres du parti). Il réalise ses deux meilleurs scores auprès des militants dans les deux fédérations où les anciens socialistes sont généralement bien implantés, à savoir Hokkaidō (1 999 voix sur les 5 944 votants, soit seulement 117 de moins que Yoshihiko Noda, pour 6 des 18 délégués à pourvoir) et Aichi (1 030 sur les 4 416 votants, il y fait là aussi le deuxième meilleur score mais avec moins de la moitié de celui de Noda, recevant finalement 5 des 21 délégués à pourvoir dans cette préfecture). Il remporte également la plus petite fédération du parti, celle d'Okinawa (qui est favorable aussi à l'aile gauche démocrate en raison de son opposition au déménagement dans la préfecture de la base américaine de Futenma, 90 des 195 votants ont choisi Akamatsu contre 61 à Noda et 2 des 4 délégués chacun).
Le 29 octobre 2012, il change à nouveau de présidence de commission spéciale à la Chambre des représentants, celle des Mesures anti-piraterie, de la Prévention du Terrorisme international, de la Coopération et de l'Aide du Japon. Il le reste jusqu'à la dissolution de cette assemblée par l'empereur sur décision du Premier ministre du 16 novembre 2012. Aux élections législatives anticipées alors organisées le 16 décembre suivant, le PDJ connaît une importante défaite, retombant à seulement 57 députés soit quatre fois moins que dans la chambre sortante, tandis que le PLD revient au pouvoir. Comme en 2005, Hirotaka Akamatsu est battu, de peu, au vote majoritaire dans le 5e district de la préfecture d'Aichi, avec 65 423 voix et 31,11 % des suffrages exprimés, soit seulement 1 795 votes et 0,86 points de moins que son adversaire libéral-démocrate Kenji Kanda (un nouveau venu en politique de 49 ans), qui est donc élu. Hirotaka Akamatsu retrouve toutefois son siège à la Diète, encore une fois comme en 2005, grâce au scrutin proportionnel dans le bloc de Tōkai, en deuxième position sur la liste démocrate qui a totalisé 1 321 402 suffrages (18,53 %), pour 4 élus sur les 21 sièges à pourvoir.
Après cette défaite, Hirotaka Akamatsu est élu le 26 décembre 2012 comme Vice-président de la Chambre des représentants, selon la tradition qui veut que ce poste revienne au principal parti d'opposition. Par conséquent, il ne siège officiellement dans aucun groupe parlementaire.